# إليس وليامز
إليس وليامز (بالإنجليزية: Ellis E. Williams)‏ هو ممثل أمريكي، ولد في 28 يونيو 1951 في الولايات المتحدة.

## أعمال

### أفلام
- (1997) جاكي براون[2][3]
- (2000) مغامرات روكي وبولوينكل
- (2001) علي[4]
- (2004) الفتاة المجاورة[5]
- (2009) 17 مرة أخرى[6][7]

## وصلات خارجية
- إليس وليامز على موقع IMDb (الإنجليزية)
- إليس وليامز على موقع ألو سيني (الفرنسية)
- إليس وليامز على موقع أول موفي (الإنجليزية)
- إليس وليامز على موقع قاعدة بيانات برودواي على الإنترنت (الإنجليزية)
- إليس وليامز على موقع قاعدة بيانات الفيلم (الإنجليزية)
- إليس وليامز على موقع كينوبويسك (الروسية)